# 埃及社会民主党
埃及社会民主党 (阿拉伯语： el-Ḥezb el-Maṣri el-Democrāṭi el-Egtmāʿi, IPA：[elˈħezb elˈmɑsˤɾi ldemokˈɾˤɑːtˤi leɡteˈmæːʕi])是埃及的一个社会民主主义政党，2011年埃及革命后，由埃及民主党和自由埃及党(Liberal Egyptian Party)这两个小的自由主义政党于3月29日合并组建而成。著名的创建人有开罗大学妇科教授Mohamed Abou El-Ghar、电影制片人Daoud Abdel Sayed、政治学教授兼活动家Amr Hamzawy、前联合国西亚经济与社会委员会执行秘书Mervat Tallawy。不过Amr Hamzawy于4月退出了该党并于5月18日组建了自由埃及党(Freedom Egypt Party)。